# Kingstone (Somerset)
Pour les articles homonymes, voir Kingstone.
Kingstone est une paroisse civile et un village du Somerset, en Angleterre.